# Elezioni regionali in Piemonte del 2010
Le elezioni regionali in Piemonte del 2010 si sono tenute il 28 ed il 29 marzo ed hanno visto la vittoria di Roberto Cota, sostenuto dal centro-destra, che ha sconfitto di circa 10.000 voti la presidente uscente Mercedes Bresso, del centro-sinistra. Nel 2014 le elezioni sono state annullate per irregolarità nella presentazione di due liste facenti parte della coalizione vincitrice.

## Risultati
| Candidati                                                       | Candidati                                                       | Voti                                                            | %     | Liste                               | Voti      | %     | Seggi |
| --------------------------------------------------------------- | --------------------------------------------------------------- | --------------------------------------------------------------- | ----- | ----------------------------------- | --------- | ----- | ----- |
|                                                                 | Roberto Cota (Roberto Cota Presidente) ✔️ Presidente            | 1 043 318                                                       | 47,33 | Il Popolo della Libertà             | 474 431   | 25,05 | 13    |
| Lega Nord                                                       | Roberto Cota (Roberto Cota Presidente) ✔️ Presidente            | 1 043 318                                                       | 47,33 | 317 065                             | 16,74     | 9     |       |
| Verdi Verdi                                                     | Roberto Cota (Roberto Cota Presidente) ✔️ Presidente            | 1 043 318                                                       | 47,33 | 33 411                              | 1,76      | 1     |       |
| Partito Pensionati                                              | Roberto Cota (Roberto Cota Presidente) ✔️ Presidente            | 1 043 318                                                       | 47,33 | 27 797                              | 1,47      | 1     |       |
| La Destra                                                       | Roberto Cota (Roberto Cota Presidente) ✔️ Presidente            | 1 043 318                                                       | 47,33 | 12 581                              | 0,66      | –     |       |
| Al Centro con Scanderebech                                      | Roberto Cota (Roberto Cota Presidente) ✔️ Presidente            | 1 043 318                                                       | 47,33 | 12 154                              | 0,64      | –     |       |
| Alleanza di Centro - Democrazia Cristiana                       | Roberto Cota (Roberto Cota Presidente) ✔️ Presidente            | 1 043 318                                                       | 47,33 | 5 704                               | 0,30      | –     |       |
| Nuovo PSI                                                       | Roberto Cota (Roberto Cota Presidente) ✔️ Presidente            | 1 043 318                                                       | 47,33 | 3 947                               | 0,21      | –     |       |
| Consumatori                                                     | Roberto Cota (Roberto Cota Presidente) ✔️ Presidente            | 1 043 318                                                       | 47,33 | 2 826                               | 0,15      | –     |       |
| Seggi assegnati alla lista regionale                            | Seggi assegnati alla lista regionale                            | Seggi assegnati alla lista regionale                            | 47,33 | 12                                  |           |       |       |
|                                                                 | Mercedes Bresso (Uniti per Bresso)                              | 1 033 946                                                       | 46,90 | Partito Democratico                 | 439 663   | 23,21 | 12    |
| Italia dei Valori                                               | Mercedes Bresso (Uniti per Bresso)                              | 1 033 946                                                       | 46,90 | 130 649                             | 6,90      | 3     |       |
| Unione di Centro                                                | Mercedes Bresso (Uniti per Bresso)                              | 1 033 946                                                       | 46,90 | 74 412                              | 3,93      | 2     |       |
| Insieme per Bresso                                              | Mercedes Bresso (Uniti per Bresso)                              | 1 033 946                                                       | 46,90 | 61 476                              | 3,25      | 1     |       |
| Moderati per Bresso                                             | Mercedes Bresso (Uniti per Bresso)                              | 1 033 946                                                       | 46,90 | 58 010                              | 3,06      | 1     |       |
| Federazione della Sinistra                                      | Mercedes Bresso (Uniti per Bresso)                              | 1 033 946                                                       | 46,90 | 50 191                              | 2,65      | 1     |       |
| Sinistra Ecologia Libertà                                       | Mercedes Bresso (Uniti per Bresso)                              | 1 033 946                                                       | 46,90 | 27 198                              | 1,44      | 1     |       |
| Federazione dei Verdi - Civica                                  | Mercedes Bresso (Uniti per Bresso)                              | 1 033 946                                                       | 46,90 | 14 575                              | 0,77      | –     |       |
| Partito Socialista Italiano - Socialisti Uniti - PSI            | Mercedes Bresso (Uniti per Bresso)                              | 1 033 946                                                       | 46,90 | 14 077                              | 0,74      | –     |       |
| Lista Bonino-Pannella                                           | Mercedes Bresso (Uniti per Bresso)                              | 1 033 946                                                       | 46,90 | 13 572                              | 0,72      | –     |       |
| Pensionati e Invalidi per Bresso                                | Mercedes Bresso (Uniti per Bresso)                              | 1 033 946                                                       | 46,90 | 12 564                              | 0,66      | –     |       |
| Piemontesì - Popolari - Region Autonoma                         | Mercedes Bresso (Uniti per Bresso)                              | 1 033 946                                                       | 46,90 | 4 150                               | 0,22      | –     |       |
| Seggio assegnato al candidato presidente classificatosi secondo | Seggio assegnato al candidato presidente classificatosi secondo | Seggio assegnato al candidato presidente classificatosi secondo | 46,90 | 1                                   |           |       |       |
|                                                                 | Davide Bono                                                     | 90 086                                                          | 4,09  | Movimento 5 Stelle                  | 69 448    | 3,67  | 2     |
|                                                                 | Renzo Rabellino (Alternativa per il Piemonte)                   | 36 999                                                          | 1,68  | Lista dei Grilli Parlanti - No Euro | 13 186    | 0,70  | –     |
| Lega Padana Piemont                                             | Renzo Rabellino (Alternativa per il Piemonte)                   | 36 999                                                          | 1,68  | 7 805                               | 0,41      | –     |       |
| Forza Toro                                                      | Renzo Rabellino (Alternativa per il Piemonte)                   | 36 999                                                          | 1,68  | 3 494                               | 0,18      | –     |       |
| Forza Nuova                                                     | Renzo Rabellino (Alternativa per il Piemonte)                   | 36 999                                                          | 1,68  | 2 151                               | 0,11      | –     |       |
| Fiamma Tricolore                                                | Renzo Rabellino (Alternativa per il Piemonte)                   | 36 999                                                          | 1,68  | 1 998                               | 0,11      | –     |       |
| Il Centro (UDEUR - Nuova Era Socialista - Lega Italia - DC)     | Renzo Rabellino (Alternativa per il Piemonte)                   | 36 999                                                          | 1,68  | 1 670                               | 0,09      | –     |       |
| No Nucleare - No TAV                                            | Renzo Rabellino (Alternativa per il Piemonte)                   | 36 999                                                          | 1,68  | 1 556                               | 0,08      | –     |       |
| Alleanza per Torino - Nuova Libertà                             | Renzo Rabellino (Alternativa per il Piemonte)                   | 36 999                                                          | 1,68  | 1 237                               | 0,07      | –     |       |
| Giovani Under 30 - Ultima Speranza                              | Renzo Rabellino (Alternativa per il Piemonte)                   | 36 999                                                          | 1,68  | 1 073                               | 0,06      | –     |       |
| Totale                                                          | Totale                                                          | 2 204 349                                                       | 100   |                                     | 1 894 049 | 100   | 60    |

## Consiglieri eletti
| Collegio             | Lista                      | Eletto                |
| -------------------- | -------------------------- | --------------------- |
| Collegio regionale   | Roberto Cota Presidente    | Roberto Cota          |
| Collegio regionale   | Roberto Cota Presidente    | Elena Maccanti        |
| Collegio regionale   | Roberto Cota Presidente    | Daniele Cantore       |
| Collegio regionale   | Roberto Cota Presidente    | Alberto Cortopassi    |
| Collegio regionale   | Roberto Cota Presidente    | Rosa Anna Costa       |
| Collegio regionale   | Roberto Cota Presidente    | Michele Marinello     |
| Collegio regionale   | Roberto Cota Presidente    | Angiolino Mastrullo   |
| Collegio regionale   | Roberto Cota Presidente    | Massimiliano Motta    |
| Collegio regionale   | Roberto Cota Presidente    | Roberto Rosso         |
| Collegio regionale   | Roberto Cota Presidente    | Carla Spagnuolo       |
| Collegio regionale   | Roberto Cota Presidente    | Cristiano Bussola     |
| Collegio regionale   | Roberto Cota Presidente    | Augusta Montaruli     |
| Collegio regionale   | Uniti per Bresso           | Mercedes Bresso       |
| Torino               | Partito Democratico        | Davide Gariglio       |
| Torino               | Partito Democratico        | Roberto Placido       |
| Torino               | Partito Democratico        | Antonino Boeti        |
| Torino               | Partito Democratico        | Mauro Laus            |
| Torino               | Partito Democratico        | Giovanna Pentenero    |
| Torino               | Partito Democratico        | Stefano Lepri         |
| Torino               | Il Popolo della Libertà    | Claudia Porchietto    |
| Torino               | Il Popolo della Libertà    | Fabrizio Comba        |
| Torino               | Il Popolo della Libertà    | Barbara Bonino        |
| Torino               | Il Popolo della Libertà    | Caterina Ferrero      |
| Torino               | Il Popolo della Libertà    | Michele Coppola       |
| Torino               | Il Popolo della Libertà    | Angelo Burzi          |
| Torino               | Lega Nord                  | Mario Carossa         |
| Torino               | Lega Nord                  | Antonello Angeleri    |
| Torino               | Lega Nord                  | Gianfranco Novero     |
| Torino               | Italia dei Valori          | Andrea Buquicchio     |
| Torino               | Italia dei Valori          | Luigi Cursio          |
| Torino               | Movimento 5 Stelle         | Davide Bono           |
| Torino               | Moderati per Bresso        | Michele Dell'Utri     |
| Torino               | Insieme per Bresso         | Andrea Stara          |
| Torino               | Unione di Centro           | Alberto Goffi         |
| Torino               | Federazione della Sinistra | Eleonora Artesio      |
| Torino               | Sinistra Ecologia Libertà  | Monica Cerutti        |
| Torino               | Partito Pensionati         | Michele Giovine       |
| Torino               | Verdi Verdi                | Maurizio Lupi         |
| Alessandria          | Il Popolo della Libertà    | Ugo Cavallera         |
| Alessandria          | Partito Democratico        | Rocchino Muliere      |
| Alessandria          | Lega Nord                  | Riccardo Molinari     |
| Asti                 | Il Popolo della Libertà    | Rosanna Valle         |
| Asti                 | Partito Democratico        | Angela Motta          |
| Biella               | Il Popolo della Libertà    | Lorenzo Leardi        |
| Biella               | Partito Democratico        | Gianni Wilmer Ronzani |
| Cuneo                | Lega Nord                  | Claudio Sacchetto     |
| Cuneo                | Lega Nord                  | Federico Gregorio     |
| Cuneo                | Il Popolo della Libertà    | Alberto Cirio         |
| Cuneo                | Partito Democratico        | Giacomino Taricco     |
| Cuneo                | Unione di Centro           | Giovanni Negro        |
| Cuneo                | Italia dei Valori          | Tullio Ponso          |
| Cuneo                | Movimento 5 Stelle         | Fabrizio Biolè        |
| Novara               | Il Popolo della Libertà    | Roberto Boniperti     |
| Novara               | Partito Democratico        | Giuliana Manica       |
| Novara               | Lega Nord                  | Massimo Giordano      |
| Verbano-Cusio-Ossola | Il Popolo della Libertà    | Valerio Cattaneo      |
| Verbano-Cusio-Ossola | Partito Democratico        | Aldo Reschigna        |
| Verbano-Cusio-Ossola | Lega Nord                  | Michele Marinello     |
| Vercelli             | Il Popolo della Libertà    | Luca Pedrale          |
| Vercelli             | Lega Nord                  | Gianluca Buonanno     |

## Ricorsi post elettorali
All'indomani delle elezioni, il 30 marzo 2010, il presidente uscente Mercedes Bresso annunciò il ricorso al TAR, contestando quattro liste minori in sostegno di Roberto Cota, corrispondenti a 76.188 voti (il neoeletto presidente aveva conseguito un vantaggio di 9.286 suffragi sulla presidente uscente). In particolare:
- alla lista Verdi Verdi venne contestato, come già accaduto in tornate elettorali precedenti, il nome che avrebbe potuto, secondo i ricorrenti, confondersi agli occhi dell'elettore con quello della storica Federazione dei Verdi;
- al Partito Pensionati fu contestata la falsificazione delle firme per la presentazione della lista medesima (il consigliere regionale e capolista Michele Giovine venne iscritto nel registro degli indagati della Procura di Torino per tale vicenda);
- la lista "Al Centro con Scanderebech" si avvalse della facoltà di non raccogliere le firme di presentazione per i candidati usufruendo del collegamento con l'Unione di Centro. Nel ricorso venne contestato tale apparentamento, in quanto esso era avvenuto dieci giorni dopo che il proprio capolista Deodato Scanderebech era stato espulso dall'Unione di Centro collegandosi a una candidatura non sostenuta dal partito di Pier Ferdinando Casini;
- la lista "Consumatori" non raccolse le firme avvalendosi di una rappresentanza in Consiglio regionale, se non che l'unico legame tra questa e la lista presentata nel 2005 fosse quello dell'omonimia.[2].

Il ricorso venne depositato in data 7 maggio a Torino. Cota, già insediatosi in qualità di Presidente della Regione Piemonte, definì i ricorsi come un "tentato golpe" ai danni della libertà di voto dei cittadini piemontesi, sostenendo di aver vinto con i voti alla lista nominale regionale, mentre le liste contestate facevano esclusivamente riferimento a liste circoscrizionali. Bresso replicò alle rimostranze di Cota ricordando che i voti alle liste furono automaticamente trasferiti al candidato, e per sostenere la posizione dell'avversario il voto disgiunto avrebbe dovuto avere quindi una notevole entità.
Il pronunciamento del TAR venne fissato per il 1º luglio per quanto riguarda le liste "Consumatori", "Al Centro con Scanderebech" e Verdi Verdi, mentre per la decisione sul Partito Pensionati il 15 luglio. Il 28 giugno 2010, Cota promosse una fiaccolata in difesa del voto di marzo che raccolse a Torino 5000 manifestanti (il doppio secondo gli organizzatori).
Il TAR Piemonte pubblicò i dispositivi di entrambe le sentenze il 16 luglio e le motivazioni il 30 luglio. In tali documenti:
- venne dichiarato inammissibile la parte del ricorso contro i Verdi Verdi;
- vennero dichiarate illegali la presentazioni della "lista Consumatori" e "Al centro con Scanderebech". Venne quindi disposto il riconteggio delle schede di ambedue le liste per valutare quanti, tra i voti espressi, fossero stati attribuiti dagli elettori solo alle liste oggetto di contestazione e quanti sia alle liste che al candidato presidente.

In risposta ai ricorsi al TAR di Mercedes Bresso il Presidente della Regione Piemonte Roberto Cota presentò controricorso in Consiglio di Stato chiedendo per prima cosa la sospensione del riconteggio e successivamente l'annullamento delle decisioni del TAR Piemonte.
Il 20 ottobre 2010 il Consiglio di Stato accolse il ricorso presentato dal Presidente Roberto Cota, bloccando il riconteggio delle schede elettorali delle ultime elezioni regionali tenutesi il 28 e 29 marzo. Nell'ordinanza emessa la V sezione sospese la precedente sentenza del TAR Piemonte che aveva deciso il riconteggio, accogliendo la "fondatezza dell'appello" presentato dai legali della Regione Piemonte e di contro "l'infondatezza" degli appelli incidentali proposti dall'ex presidente Mercedes Bresso. In sostanza il Consiglio di Stato, giudicando fondato nel merito il ricorso e accogliendo l'istanza cautelare, sospese "l'efficacia della sentenza impugnata" impedendo così ulteriori revisioni del giudizio.

## Annullamento delle elezioni
Il 10 gennaio 2014 il TAR del Piemonte ha annullato le elezioni regionali del 2010, che avevano decretato Cota presidente della Giunta., considerandolo uno di quei casi in cui anche la restrittiva giurisprudenza amministrativa prescrive la ripetizione delle elezioni.
Il capogruppo di Forza Italia in consiglio regionale ha annunciato ricorso al Consiglio di Stato contro la decisione del TAR, così come dichiarò di aver intenzione di fare la Lega Nord.
Il 22 gennaio 2014 la regione Piemonte ha presentato ricorso; tale ricorso viene però rigettato dal Consiglio di Stato l'11 febbraio 2014, che conferma così il giudizio di irregolarità delle elezioni del 2010 per la partecipazione di una lista (Pensionati per Cota) presentata con l'uso di firme false. Dopo questa decisione del Consiglio di Stato il presidente Cota è tenuto a convocare subito nuove elezioni. Se non dovesse farlo tempestivamente, tuttavia, i legali della sua ex avversaria, Mercedes Bresso, si dichiarano pronti a richiedere l'intervento di un commissario ad acta.
Avverso la decisione del Consiglio di Stato, la Regione Piemonte ha presentato ricorso alla Corte suprema di cassazione «per eccesso di potere giurisdizionale». Questo ricorso, però, non sospende l'esecutività della sentenza d'annullamento delle elezioni. Cota ha affermato: «Siamo rimasti fortemente perplessi per le possibili violazioni di legge riscontrate, in particolare per quelle relative all'eccesso di potere giurisdizionale, censurabili dalla Cassazione».
Il 6 marzo 2014 il TAR del Piemonte, accogliendo un ricorso del Movimento 5 Stelle che chiedeva un giudizio di ottemperanza della precedente sentenza del Consiglio di Stato, impone a Cota di indire le consultazioni elettorali regionali entro una settimana dalla notificazione del provvedimento e, contestualmente, nomina commissario ad acta il Prefetto di Torino in caso di inadempimento di Cota. Alla base del ricorso, cui ha preso parte anche Mercedes Bresso, vi è la convinzione, accolta dal TAR, che Cota abbia manifestato «la concreta volontà di non dare esecuzione alla sentenza di annullamento delle elezioni regionali».
Le elezioni dovranno tenersi il 25 maggio, lo stesso giorno delle elezioni europee.
Sulla vicenda restano ancora pendenti due ricorsi: quello di Fratelli d'Italia al Consiglio di Stato, che sarà discusso il 18 marzo, e quello di Cota in Cassazione.
Il 10 marzo 2014 la Giunta regionale ha dato mandato a Cota di adottare «tutte le iniziative istituzionali e processuali per ottenere un pronunciamento delle sezioni unite della Corte di Cassazione in tempi congrui rispetto alla data prevista per le elezioni regionali», ossia di chiedere una sospensiva della sentenza del Consiglio di Stato dell'11 febbraio.
Due giorni dopo però, appena in tempo per evitare il commissariamento, Cota decide di firmare il decreto di indizione delle elezioni regionali, fissandole il 25 maggio. In seguito egli ha commentato:
Il candidato del centro-sinistra alle successive elezioni regionali, Sergio Chiamparino, ha in seguito affermato che:
Il 18 marzo 2014 il Consiglio di Stato respinge l'ulteriore ricorso pendente sulla vicenda (quello proposto da Fratelli d'Italia), confermando l'esecutività della sentenza del TAR che ha imposto le nuove elezioni.
Il ricorso di Cota pendente in Cassazione è stato discusso il 16 aprile; in quell'occasione la corte ha confermato, definitivamente, l'annullamento delle elezioni regionali.